# Alda (Nebraska)
Alda es una villa ubicada en el condado de Hall en el estado estadounidense de Nebraska. En el Censo de 2010 tenía una población de 642 habitantes y una densidad poblacional de 702,2 personas por km².

## Geografía
Alda se encuentra ubicada en las coordenadas 40°52′11″N 98°28′10″O / 40.86972, -98.46944. Según la Oficina del Censo de los Estados Unidos, Alda tiene una superficie total de 0.91 km², de la cual 0.91 km² corresponden a tierra firme y (0%) 0 km² es agua.

## Demografía
Según el censo de 2010, había 642 personas residiendo en Alda. La densidad de población era de 702,2 hab./km². De los 642 habitantes, Alda estaba compuesto por el 85.2% blancos, el 0.93% eran afroamericanos, el 0% eran amerindios, el 0% eran asiáticos, el 0% eran isleños del Pacífico, el 13.71% eran de otras razas y el 0.16% pertenecían a dos o más razas. Del total de la población el 16.04% eran hispanos o latinos de cualquier raza.